# Stockton (Maryland)
Pour les articles homonymes, voir Stockton.
Stockton est une census-designated place située dans le comté de Worcester, dans l’État du Maryland, aux États-Unis. Lors du recensement de 2020, elle comptait 91 habitants.